# Le Dernier Convoi
Pour plus de détails, voir Fiche technique et Distribution.
Le Dernier Convoi (titre original : Der Transport) est un film allemand réalisé par Jürgen Roland, sorti en 1961.
Il s'agit de l'adaptation du roman de Wolfgang Altendorf.

## Synopsis
Allemagne, mars 1945. Peu avant la fin de la Seconde Guerre mondiale, l'officier de réserve myope Felix Bleck, employé comme gardien dans une prison militaire, est chargé de conduire 40 de ses prisonniers sur le front occidental, où les hommes doivent être déployés dans un bataillon punitif. Il est clair pour les hommes et pour Bleck qu'il ne peut pas s'occuper seul des 40 prisonniers. Pendant qu'ils élaborent un plan d'évacuation pour ne pas aller au front, Bleck essaie d'obtenir la sympathie des prisonniers avec des faveurs. Lorsque Bleck apprend pendant le transport que sa fiancée est morte dans un bombardement et qu'il doit exécuter de plus en plus d'ordres insensés en même temps, il prend une décision fatidique : avec ses prisonniers, il prend le train et franchit les lignes ennemies pour être fait prisonniers de guerre.

## Fiche technique
- Titre : Le Dernier Convoi
- Titre original : Der Transport
- Réalisation : Jürgen Roland (et Herbert Viktor) assisté de Wolfgang Krohn et de Zlata Mehlers
- Scénario : Heinz Oskar Wuttig (de), Michael Mansfeld, Hans Rameau
- Direction artistique : Robert Stratil
- Costumes : Josef Wanke
- Photographie : Heinz Hölscher, Ted Kornowicz (de)
- Son : Fritz Schwarz
- Montage : Klaus Dudenhöfer (de)
- Production : Hermann Schwerin (de)
- Société de production : Fono Film
- Société de distribution : UFA Film Hansa
- Pays d'origine :  Allemagne de l'Ouest
- Langue : allemand
- Format : Noir et blanc - 1,33:1 - Mono - 35 mm
- Genre : Drame
- Durée : 92 minutes
- Dates de sortie :
  -  Allemagne de l'Ouest : 30 juin 1961.
  -  Finlande : 27 octobre 1961.
  -  France : 28 mars 1962[1].
  -  Suède : 18 juin 1962.
  -  Danemark : 9 juillet 1962.

## Distribution
- Hannes Messemer : Leutnant Bleck
- Armin Dahlen (de) : Feldwebel Steinlein
- Peter Herzog (de) : Unteroffizier Brix
- Inge Langen : Helga Burghardt
- Eva Katharina Schultz : Susanne Westphal
- Helmo Kindermann : Leutnant Thomsteg
- Kurd Pieritz : Oberleutnant Schwerdtfuß
- Leo Bieber (de) : Major Krugstein
- Horst Keitel (de) : Unteroffizier Mahlmann
- Andreas Wolf : Dr. Born
- Kurt Jaggberg (de) : Fleischer
- Benno Hoffmann : Ketten-Charly
- Heinrich Gies (de) : Lohmann
- Horst Naumann : Zobel
- Wolfgang Völz : Jansen
- Johannes Grossmann (de) : Schramm
- Kurt Pratsch-Kaufmann : Wirbel

## Production
Le tournage débute en mars 1961 sous la direction du documentariste Herbert Viktor. Puis Viktor est viré à la demande de la société de production Fono-Film en raison de différences artistiques. La société appelle Jürgen Roland. Viktor n'est pas mentionné dans le générique d'ouverture du film.

## Source de la traduction
- (de) Cet article est partiellement ou en totalité issu de l’article de Wikipédia en allemand intitulé « Der Transport » (voir la liste des auteurs).